# 14. Flak-Brigade

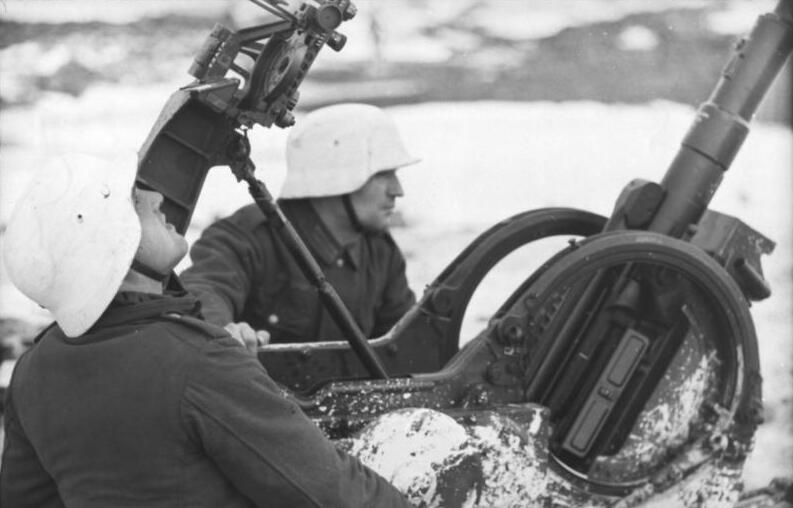
Flaksoldaten der 14. Flak-Brigade in Nordeuropa

Die 14. Flak-Brigade war ein Kampfverband in Brigadestärke der Luftwaffe im Zweiten Weltkrieg. Die Aufstellung des Brigadestabes erfolgte im Juni 1942.

## Einsatzgeschichte
Zunächst noch unter dem Namen Flak-Brigade XIV in Norwegen mit Gefechtsstand in Oslo aufgestellt und im Jahr 1943 in die 14. Flak-Brigade umbenannt, war der Brigadestab für die operative Führung aller in Norwegen stationierten Flakverbände zuständig. Zum 1. November 1943 unterstanden ihr das
- Flak-Regiment 83 in Lofoten
- Flak-Regiment 92 in Stavanger
- Flak-Regiment 152 in Trondheim sowie das
- Flak-Regiment 162 in Oslo

Insgesamt belief sich die Feuerkraft der Flak-Brigade auf 95 Batterien, darunter 2 schwere und 11 gemischte Flak-Abteilungen. Ferner unterstanden ihr weitere 32 Alarm-Flak-Batterien. Infolge der relativen Ruhe der norwegischen Verbände sind keine größeren Gefechte bekannt geworden. Am 27. Februar 1945 wurde der Brigadestab dann in den Divisionsstab der 29. Flak-Division umgewandelt.

## Kommandeure
| Dienstgrad   | Name             | Datum                              |
| ------------ | ---------------- | ---------------------------------- |
| Generalmajor | Wolfgang Rüter   | Juni 1942 bis 24. Juli 1943        |
| Oberst       | Wilhelm Köppen   | 25. Juli 1943 bis 6. Juni 1944     |
| Oberst       | von Ludwig       | 10. Juni 1944 bis November 1944    |
| Oberst       | Alexander Nieper | November 1944 bis 27. Februar 1945 |